# منشأة الدكم
قرية منشاة الدكم هي إحدى القرى التابعة لمركز سنورس في محافظة الفيوم في جمهورية مصر العربية. حسب إحصاءات سنة 2006، بلغ إجمالي السكان في منشاة الدكم 6457 نسمة، منهم 3385 رجل و3072 امرأة.